# Isla Verde (Quebec)
Isla Verde (en francés: Île Verte) es una isla en el estuario del río San Lorenzo en la provincia canadiense de Quebec, en el municipio regional del condado de Rivière-du-Loup, en la Región de Bas-Saint-Laurent. La isla, habitada hasta por 44 personas, es territorio del municipio de Nuestra Señora de los Siete Dolores (Notre-Dame-des-Sept-Douleurs).
Se encuentra a 2 km de la orilla sur frente al municipio de L'Isle-Verte, también se encuentra a unos 5 km al oeste de la pequeña Isla llamada Ile aux Pommes.